# Phosgénite
La phosgénite est une espèce minérale rare composée de carbonate de plomb de formule idéale Pb2(CO3)Cl2.
La phosgénite se forme naturellement par oxydation des minéraux de plomb quand ils sont en présence d'eaux carbonatées et chlorées.
Les Égyptiens utilisaient une sorte de phosgénite synthétique pour fabriquer des cosmétiques (fard de couleurs).

## Historique de la description et appellations

### Inventeur et étymologie
- Découverte dans la mine de Cromford-Level, près de Matlock, dans le Derbyshire en Angleterre, le terme de phosgénite est attribué à Haidinger[4], mais c'est la description  de Dietrich Ludwig Gustav Karsten  qui lui avait donné le nom d'hornblei, en 1800 qui fait référence[5].
- Du grec  "PHOS" = lumière et "GENNAN" = engendrer, par analogie au phosgène, artificiel  (COCl2) qui entre dans sa composition chimique  [6].

### Topotype
Mine de Tsumeb (Tsumcorp Mine), Tsumeb, Région d'Otjikoto (Oshikoto), Namibie

### Synonymie
- corneous lead (Robert  Jameson 1804) [7]
- cromfordite (Robert Philips Greg et William Garrow Lettsom, 1858) [8]
- galénocératite (Ernst Friedrich Glocker 1847) [9]
- hornblei (Karsten 1800)
- kérasine François Sulpice Beudant[10]
- matlockite (selon  Chapman); Attention il existe bien une espèce minérale homologuée à ce nom qui est une halogénure.
- mendipite ; Attention il existe bien une espèce minérale homologuée à ce nom qui est une halogénure.
- murio-carbonate de plomb (Thomson) [11]
- plomb carbonaté muriatifère (René Just Haüy)
- plomb chloro-carbonaté (Armand Dufrénoy 1856) [12]
- plomb corné

## Caractéristiques physico-chimiques

### Cristallographie
- Paramètres de la maille conventionnelle : {\displaystyle a} = 8,112 Å, {\displaystyle c} = 8,814 Å ; Z = 4 ; V = 580,00 Å3
- Densité calculée = 6,24 g/cm3

## Gîtologie
- Dans les zones d'oxydation (surtout avec des eaux chlorées) des dépôts de minerais de plomb.
- Sur des scories de fonderie des minerais de plomb par action de l'eau de mer (Laurion).

### Minéraux associés
anglésite, cérusite, laurionite

## Gisements remarquables
Il existe de très nombreuses occurrences naturelles et en néoformation de ce minéral dans le monde.
- France

Bretagne (Scories d'anciennes fonderies)
Haldes de Menez-Plom, Carnoët, Callac, Côtes-d'Armor. Ancienne mine de plomb et d'argent.
La Fonderie, Poullaouen, Finistère.
Champagne-Ardenne
Bourbonne-les-Bains, Langres, Haute-Marne
Limousin
Mine des Farges, Ussel, Corrèze
- Grèce (Scories d'anciennes fonderies)

le district minier antique du Laurion compte près de 10 occurrences : Agios Nikolaos, le port, Oxygon, Panormos, Passa Limani, Sounion, la baie de Thorikos, Tourkolimanon, et Vrissaki.

## Galerie

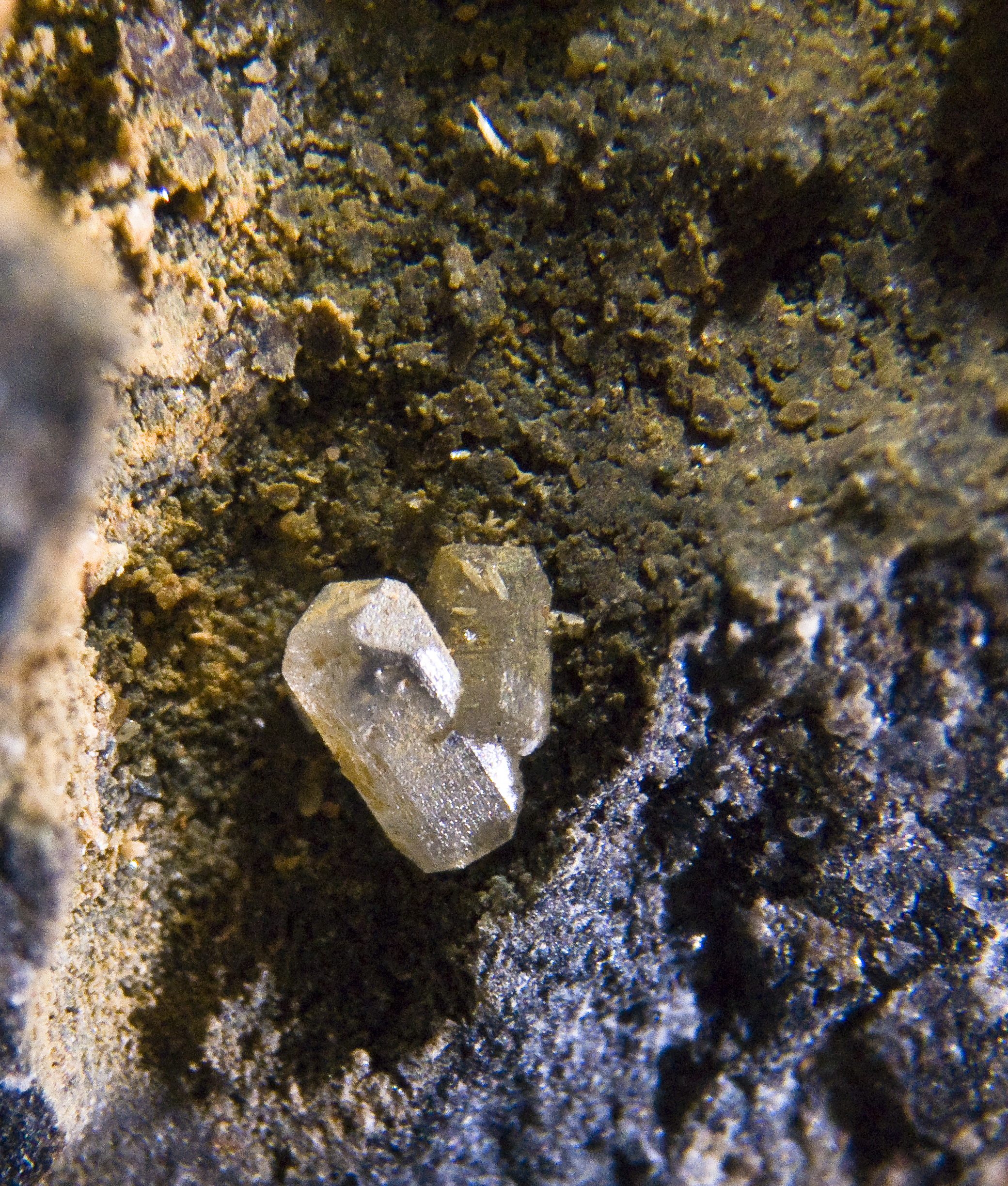
Phosgénite - Baie de Thorikos, Grèce - (XX1.6 mm)
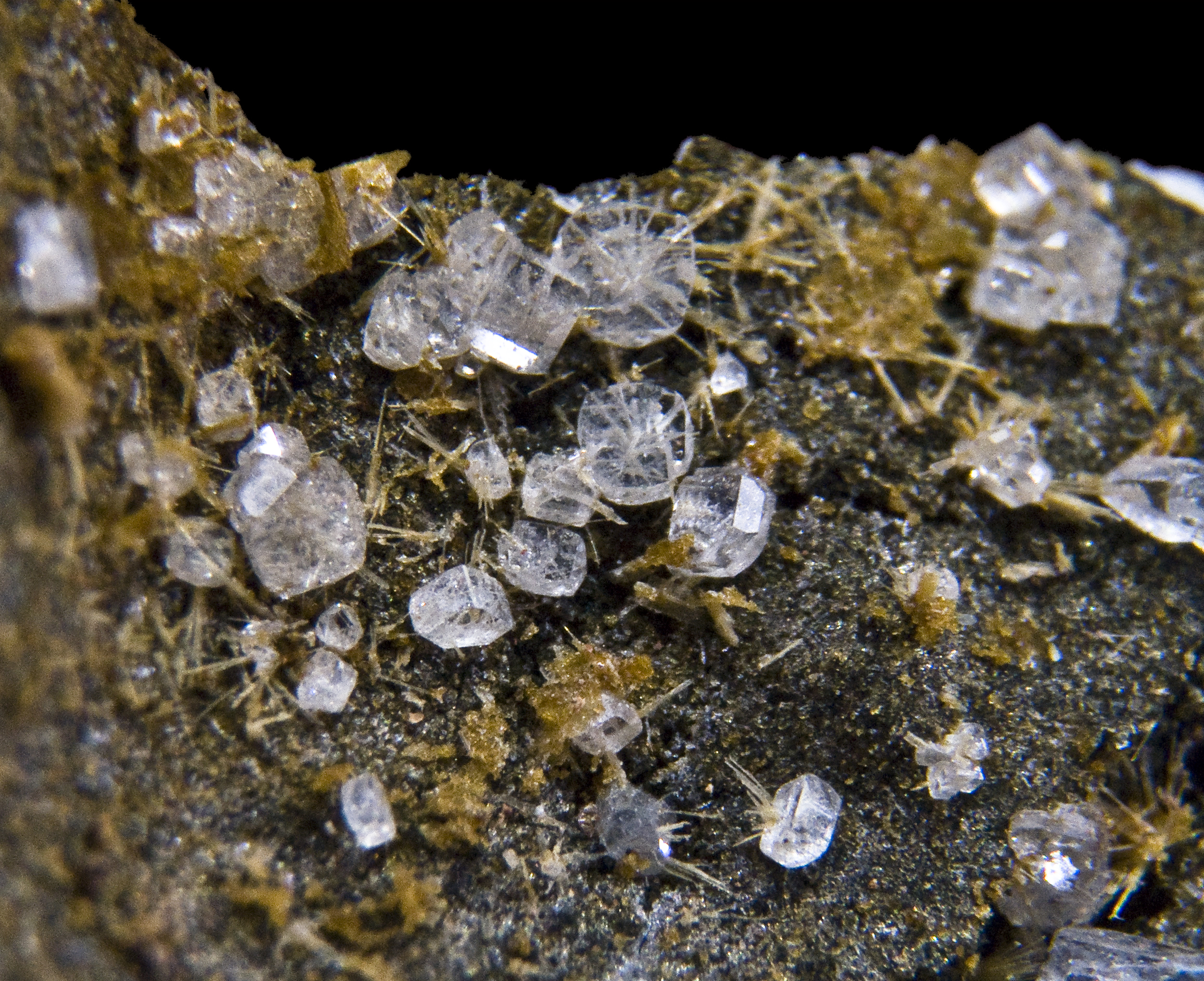
Phosgénite et cérusite - Baie de Thorikos, Grèce - (XX1mm)
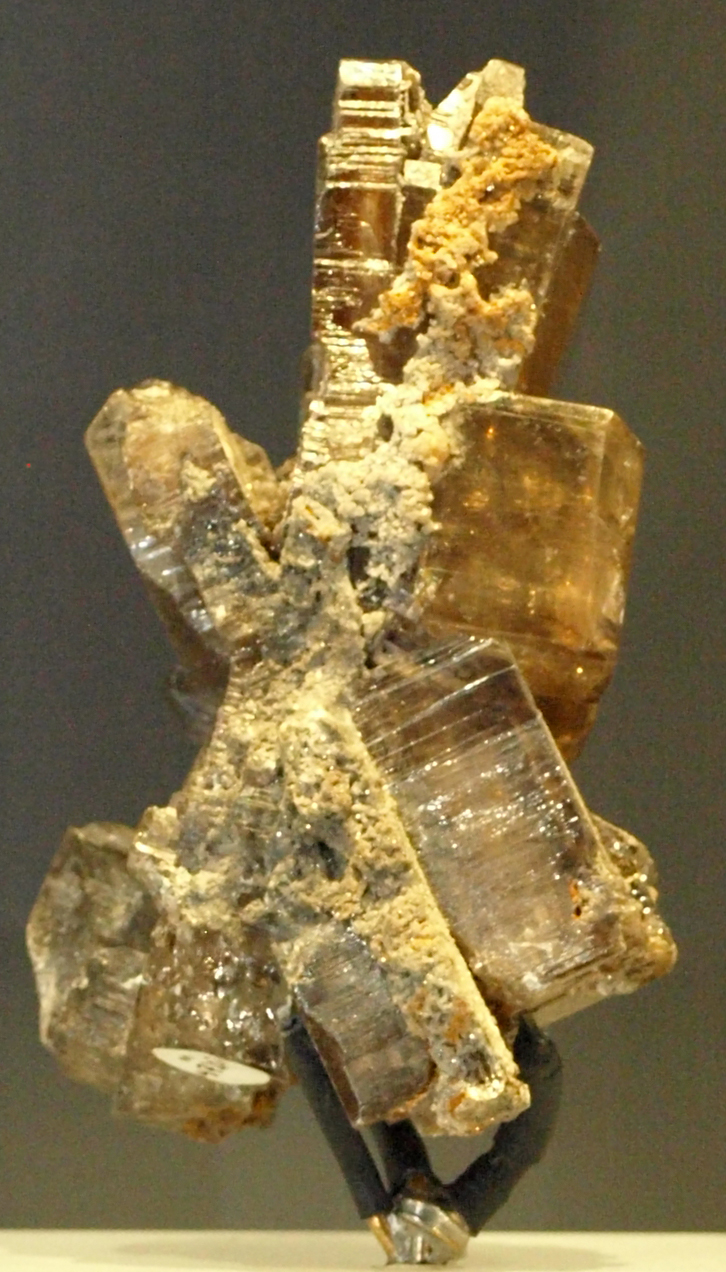
Phosgénite

## Gemmologie
Certains cristaux, de grande taille, peuvent être taillés comme gemme.